# Eumantodea
Eumantodea – podrząd owadów z infragromady nowoskrzydłych i rzędu modliszek.

## Morfologia
Jako synapomorfię grupy wymienia się obecność dwóch kolców dyskoidalnych na udzie przedniego odnóża. W przypuszczalnym pierwotnym planie budowy samczych genitaliów występują: nie w pełni zesklerotyzowany zespół lewej strony, zesklerotyzowane krawędzie prawa i lewa fallomeru brzusznego, niewielkie i niezmodyfikowane skleryty fallomeru lewego, połączone titillator i pierwotny wyrostek dystalny, krótki i szeroki fallomer prawy złożony wzdłuż prawej krawędzi oraz zesklerotyzowany wyrostek brzuszny, nie występuje natomiast apofiza falloidalna. 

## Taksonomia
Takson pod nazwą Eumantodea po raz pierwszy wprowadzony został w 1889 roku Jamesa Wooda-Masona, jednak przez długi czas nie był używany. W nowym, używanym współcześnie sensie Eumantodea wprowadzone zostały w 2003 roku przez Davida A. Grimaldiego na łamach „American Museum Novitates”. W tym sensie stanowi on grupę koronną modliszek i obejmuje wszystkie ich współczesne gatunki oraz niektóre wymarłe. W bazującej na wynikach analiz filogenetycznych systematyce modliszek Christiana J. Schwarza i Rogera Roya omawiany takson zyskał rangę podrzędu.
Do podrzędu tego zalicza się dwa infrarzędy i jedną nadrodzinę niesklasyfikowaną w żadnym z nich:
- infrarząd: nie przyporządkowano
  - nadrodzina: Chaeteessoidea Handlirsch, 1925
- infrarząd: Spinomantodea Schwarz et Roy, 2019
  - nadrodzina: Mantoidoidea Giglio-Tos, 1919
- infrarząd: Schizomantodea Schwarz et Roy, 2019
  - parworząd: nie przyporządkowano
    - nadrodzina: Metallyticoidea Giglio-Tos, 1917

  - parworząd: Artimantodea Svenson et Whiting, 2009
    - nanorząd: Amerimantodea Schwarz et Roy, 2019
    - nanorząd: Cernomantodea Svenson et Whiting, 2009